# Řád rudého praporu
Řád rudého praporu byl první ze sovětských řádů. Byl udělován za osobní statečnost, sebezapření a udatnost projevené při obraně socialistické vlasti. Řádem se vyznamenávaly také vojenské útvary, lodě, státní a společenské organizace. Řád mohl být udělen vícekrát. Do vytvoření Leninova řádu (6. dubna 1930) byl nejvyšším řádem Sovětského svazu.
Byl zřízen v Ruské socialistické federativní sovětské republice (RSFSR) dekretem VCIK (Vserossijskij central’nyj ispolnitel’nyj komitět – Všeruský ústřední výkonný výbor) ze 16. září 1918. Když byl 30. prosince 1922 vyhlášen Svaz sovětských socialistických republik (SSSR) a RSFSR se stala jednou ze svazových republik, které SSSR tvořily, byl postupně zřízen analogický řád i v ostatních sovětských socialistických republikách (v Běloruské SSR, Ukrajinské SSR  a Zakavkazské SSR). Dne 1. srpna 1924 byly řády sjednoceny v jediný.
Prvním vyznamenaným byl rudoarmějský komisař a později maršál SSSR Vasilij Konstantinovič Bljucher. 
V průběhu Velké vlastenecké války (1941–1945) bylo uděleno 305 035 kusů tohoto řádu (v tom 3148 vyznamenaných útvarů). Celkem do roku 1991 bylo uděleno přes 581 300 řádů.

## Vzhled dekorace
Odznakem je zlatá medaile. V jeho středu se nachází medailon, na němž jsou umístěny zlaté zkřížené kladivo se srpem na bílém poli obehnaném zlatým vavřínovým věncem. Tento medailon leží na rudé, zlatě lemované pěticípé hvězdě, která je umístěna cípem dolů na bílém poli. Zpoza hvězdy vychází stříbrné kladivo a sekera a rudá vlajka, která překrývá horní dva cípy hvězdy. Na vlajce je stříbrným písmem napsáno heslo ПРОЛЕТАРИИ ВСЕХ СТРАН, СОЕДИНЯЙТЕСЬ! (Proletarii vsech stran, sojediňajtěs’! – Proletáři všech zemí, spojte se!). Hvězda je obehnána zlatým dubovým věncem s červenou stužkou s nápisem C • C • C • P (SSSR). Stuha je červeno-bílo-červená s bílým lemem.